# Норт-Нью-Гайд-Парк (Нью-Йорк)
Норт-Нью-Гайд-Парк (англ. North New Hyde Park) — переписна місцевість (CDP) в США, в окрузі Нассау штату Нью-Йорк. Населення — 15 657 осіб (2020).

## Географія
Норт-Нью-Гайд-Парк розташований за координатами 40°44′45″ пн. ш. 73°41′16″ зх. д. / 40.74583° пн. ш. 73.68778° зх. д. (40.745779, -73.687778).  За даними Бюро перепису населення США в 2010 році переписна місцевість мала площу 5,16 км², з яких 5,11 км² — суходіл та 0,06 км² — водойми.

## Демографія
Згідно з переписом 2010 року, у переписній місцевості мешкало 14 899 осіб у 4888 домогосподарствах у складі 4005 родин. Густота населення становила 2885 осіб/км².  Було 5016 помешкань (971/км²).
Расовий склад населення:
| - 65,7 % — білих - 29,1 % — азіатів - 0,7 % — чорних або афроамериканців - 0,3 % — корінних американців - 2,0 % — осіб інших рас |

До двох чи більше рас належало 2,2 %. Частка іспаномовних становила 7,2 % від усіх жителів.
За віковим діапазоном населення розподілялося таким чином: 22,5 % — особи молодші 18 років, 59,1 % — особи у віці 18—64 років, 18,4 % — особи у віці 65 років та старші. Медіана віку мешканця становила 44,3 року. На 100 осіб жіночої статі у переписній місцевості припадало 93,2 чоловіків;  на 100 жінок у віці від 18 років та старших — 88,3 чоловіків також старших 18 років.
Середній дохід на одне домашнє господарство  становив 129 520 доларів США (медіана — 109 264), а середній дохід на одну сім'ю — 138 082 долари (медіана — 120 815). Медіана доходів становила 75 549 доларів для чоловіків та 56 775 доларів для жінок. За межею бідності перебувало 3,8 % осіб, у тому числі 7,1 % дітей у віці до 18 років та 3,1 % осіб у віці 65 років та старших.
Цивільне працевлаштоване населення становило 7297 осіб. Основні галузі зайнятості: освіта, охорона здоров'я та соціальна допомога — 30,7 %, роздрібна торгівля — 11,2 %, фінанси, страхування та нерухомість — 10,3 %.